# Fontanelă

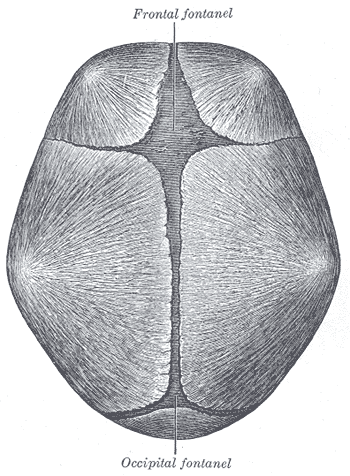
Schemă a fontanelei

Fontanela este partea moale din vârful craniului la nou-născuți. Este o zonă de forma unui romb, ce corespunde unui cartilagiu de creștere, acolo unde oasele craniului nu sunt încă sudate. Procesul de sudare a acestor oase poate dura până la 1-2 ani, în funcție de fiecare bebeluș în parte. Fontanela este elastică, acoperită de pielea capului și prezintă o fragilitate deosebită.
Ce este fontanela?
Fontanela este o zonă de țesut moale și flexibilă care se află pe craniul unui nou-născut sau al unui copil mic. Aceasta este o deschidere acoperită cu piele și poate fi simțită ca o mică adâncitură sau o zonă moale în partea superioară a capului copilului. Fontanelele sunt de obicei localizate în jurul zonelor de îmbinare a oaselor craniului, unde oasele nu sunt încă complet sudate.
Există două fontanele principale pe craniul unui nou-născut: fontanela anterioară și fontanela posterioară. Fontanela anterioară se află între oasele frontale, în partea superioară a capului, și este adesea mai mare decât fontanela posterioară, care se află între oasele parietale și oasele occipitale din spatele capului.
Funcția fontanelelor este de a permite creșterea creierului și dezvoltarea craniului în timpul primilor ani de viață ai copilului. Aceste zone de țesut moale permit craniului să se extindă pe măsură ce creierul crește și se dezvoltă, iar oasele craniului se pot deplasa pentru acomoda această creștere.
De obicei, fontanelele se închid complet în jurul vârstei de 2 ani, când oasele craniului se sudau împreună. Cu toate acestea, în unele cazuri, fontanelele pot rămâne deschise mai mult timp sau pot fi închise prematur, ceea ce poate fi un semn de probleme medicale subiacente.
Este important să se monitorizeze fontanelele copilului în timpul primelor luni și ani de viață pentru a asigura o dezvoltare normală a craniului și a creierului. În cazul în care se observă o fontanelă care nu se închide, o fontanelă care este foarte mare sau o fontanelă care pare să crească în dimensiune, este important să se consulte un medic pentru evaluare și tratament, dacă este necesar.